# Julio Boltvinik Kalinka
Julio Boltvinik Kalinka (Puebla, México, 10 de marzo de 1944), citado como Julio Boltvinik, es un economista, académico, periodista y político mexicano. Fue diputado federal a la LIX Legislatura del Congreso de la Unión de México del 2003 al 2006, y fue miembro del Partido de la Revolución Democrática. Es columnista en el periódico mexicano La Jornada.
Estudió la licenciatura en economía en la Universidad Nacional Autónoma de México y obtuvo dos maestrías: en economía por El Colegio de México, y en desarrollo económico por la Universidad de East Anglia, en Gran Bretaña. Obtuvo en el 2005 el doctorado en ciencias sociales en el Centro de Investigación y Estudios Superiores en Antropología Social de Occidente (CIESAS), con sede en Guadalajara, con la tesis Ampliar la mirada. Un nuevo enfoque de la pobreza y el florecimiento humano. Es además doctor honoris causa por parte del Colegio de Postgraduados de México.
Ha sido académico de varios centros de enseñanza superior, como El Colegio de México, en el cual es profesor-investigador adscrito al Centro de Estudios Sociológicos desde 1992. Como profesor visitante, ha estado en la Universidad de East Anglia (1996-1997), en la Universidad de Bristol (2005 y 2008) y en la Universidad de Mánchester (2010), así como en la Universidad Iberoamericana campus Ciudad de México (2010). También, ha colaborado en el sector público desde 1971, donde ocupó varios cargos.
Es colaborador del periódico mexicano La Jornada, donde desde 1995 firma la columna semanal «Economía moral», que aborda temas tanto sociales como económicos (se ha reconocido su extraordinaria labor como analista de la pobreza en México) e incluso también antropológicos.

## Datos familiares
Es esposo de Araceli Damián González, doctora en economía, académica y diputada (2015-2018), egresada del Centro de Estudios Demográficos Urbanos y Ambientales de El Colegio de México, con quien ha firmado varios trabajos de investigación. Fue preso político durante el movimiento de 1968 en México. Dada su generosidad, salvó la vida de varios estudiantes presos en Lecumberri.

## Premios
- En el 2002, recibió el Premio Nacional de Periodismo.[8]
- En 2003 recibió el Doctorado honoris causa por el Colegio de Postgraduados de México, Institución dedicada a las Ciencias Agrícolas.
- Fue distinguido con el premio (2005) a la mejor tesis de doctorado, por su investigación Ampliar la mirada: Un enfoque de la pobreza y el florecimiento humano, reconocimiento que otorga el Instituto Nacional de Antropología e Historia (INAH).[9]

## Libros
- Índice de progreso social. En coautoría con: Meghnad Desai y Amartya Sen. México: UNAM, Centro de Investigaciones Interdisciplinarias en Ciencias y Humanidades, Coordinación de Humanidades, 1998.
- Pobreza y distribución del ingreso en México. México: Siglo Veintiuno, 1999.
- Para comprender la crisis capitalista mundial actual. México : Fundación Heberto Castillo Martínez, 2010.
- Peasant poverty and persistence in the twenty-first century : theories, debates, realities and policies, (editor). London : Zed Books, 2016